# Губко Олексій Тимофійович
Олексі́й Тимофі́йович Губко́ (народився 28 листопада1928 в селі Партизани Генічеського району, нині Херсонської області – помер 22 травня 2013 в м. Київ) — український науковець, психолог, журналіст, літератор і громадський діяч. Автор кількох десятків книг і кількох сотень статей. Кандидат психологічних наук (1962). Батько поетеси Марії Губко.

## Життєпис
Батьки: Марія Павлівна (1895-1965) і Тимофій Трохимович (1894-1942).
У 1953 закінчив Київський університет. Працював у головній редакції УРЕ (1959–61). Від 1961 — провідний науковий співробітник в Інституті психології АПНУ (Київ).
Вивчав 
- питання типу нервової системи й темпераменту;
- проблеми зоопсихології;
- історію української психологічної думки та української культури.

Експериментально дослідив роль типології особливостей у процесі навчання й виховання.

## Основні праці
1. Медаль за вірність. К., 1964;
2. Розповіді про безсмертний подвиг. К., 1987 (співавт.);
3. Українська народна магія і ваше здоров'я та благополуччя. Нетішин, 1992;
4. Основи національного виховання. К., 1993;
5. Українська козацька педагогіка і духовність. Умань, 1995 (співавт.);
6. Манівцями еротики. К., 2003;
7. Психологія українського народу: В 4 кн. Книга перша. Психологічний склад праукраїнської народності. Київ, ПВП "Задруга", 2003, ISBN 966-8282-28-0;
8. Основи зоопсихології: В 2 кн. Кн. 1. К., 2004.
9. Психологія українського народу: В 2 кн. Книга перша, 2-е доповнене видання, 2010
10. Психологія українського народу: В 2 кн. Книга друга: Психологічні особливості наших краян у міжчассі Трипілля - сучасна Україна. ТОВ "Видавництво друкарня Діло", Київ, 2013. - 400 сторінок, ISBN 978-617-662-067-9

Губко, Олексій Тимофійович. Проблемні питання вчення про типи нервової системи, зоопсихології та етнопсихології : автореферат дисертації доктора психологічних наук / Губко Олексій Тимофійович ; Міжнародна кадрова академія, Міжрегіональна академія управління персоналом, Міжнародний відкритий університет. - Київ, 2009. - 70 с.